# Perliet (staal)

Verschijningsvormen van perliet in vast staal, afhankelijk van de koolstof-fractie

Perliet is een van de stabiele vaste fasevermengingen (mengkristal), die in staal kunnen voorkomen. Perliet heeft een kenmerkende lamellaire microstructuur bestaande uit afwisselende lamellae (laagjes materiaal) van twee vaste fasen: ferriet (α-Fe) en cementiet (Fe3C).

## Microstructuur
De atomen in staal kunnen op vele manieren gerangschikt worden in het kristalrooster. Deze rangschikking en type atomen (massafracties of concentraties van de legeringselementen) bepalen voor een groot deel de mogelijke microstructuur en kristalstructuur van het staal. Hoe deze microstructuur eruitziet, hangt niet alleen af van de bestanddelen van staal en hun onderlinge verhoudingen, maar ook van de kracht, temperatuur en snelheid waarmee het staal is bewerkt. De invloed van de thermodynamische achtergrond van productieprocessen en warmtebehandelingen is prominent aanwezig in de morfologie (vormen van fasen en korrels) in een microstructuur. De mechanische eigenschappen van staal zijn sterk afhankelijk van de microstructuur. Een van de mogelijke microstructuren, die staal vormt is perliet. Deze microstructuur wordt zichtbaar onder een microscoop.
De structuur van lamellair perliet bestaat uit korrel, met in elke korrel afwisselend flinterdunne laagjes (lamellae) van twee fasen: ferriet (α-Fe met hooguit 0,022 wt% C) en cementiet (Fe3C). Deze laagjes worden lamellae genoemd en ontstaan wanneer een staal, bestaande uit ijzer met 0,77 wt% C, vanuit een hoge temperatuur langzaam wordt afgekoeld tot onder de 724 °C (de eutectoïdische temperatuur van austeniet naar ferriet en cementiet in staal). De dikte van de lamellae hangt af van de afkoelsnelheid: bij langzame afkoeling zijn de laagjes breder, omdat er meer tijd is voor de lamellae om te groeien. Het is ook mogelijk om perliet aan te treffen in staal met een lagere, of juist hogere hoeveelheid koolstof. Zit er minder dan 0,77 wt% C in het staal, dan zal er naar verhouding meer ferriet ontstaan dan cementiet. Het extra ferriet zal langs de korrelgrenzen gaan zitten, en er kunnen mogelijk lamellae ferriet verschijnen tussen de cementiet, de zgn. lamellaire microstructuur of Widmanstättenstructuur van perliet. Bij koolstofgehalte dat nadert naar de 0,022 wt% zal er geen perliet meer ontstaan, maar bestaan de korrels alleen nog maar uit ferriet, met hier en daar cementiet aan de korrelgrenzen. Zit er daarentegen juist méér dan 0,77 wt% C in het staal, dan zal langs de korrelgrenzen extra cementiet verschijnen. Bij gietijzer, een staalsoort met 2,5 wt% tot 6,67 wt% C, kan in bepaalde gevallen ook koolstof voorkomen in plaats van cementiet, omdat deze laatste niet volledig stabiel is bij hoge percentages koolstof in ijzer. De perliet-vorming kan dan al beginnen bij 738 °C.
Wanneer het staal wordt zachtgegloeid, ofwel enige tijd nét onder de eutectoïdische temperatuur van 724 °C wordt gehouden, wordt het lamellair perliet omgezet in nodulair perliet. De warmtebehandeling zorgt ervoor dat het cementiet zich niet langer als laagjes, maar als bolletjes tussen de ferriet bevindt.
De mechanische eigenschappen van staal en gietijzer worden in grote mate bepaald door de hoeveelheid cementiet in de perliet en de structuur van het perliet.

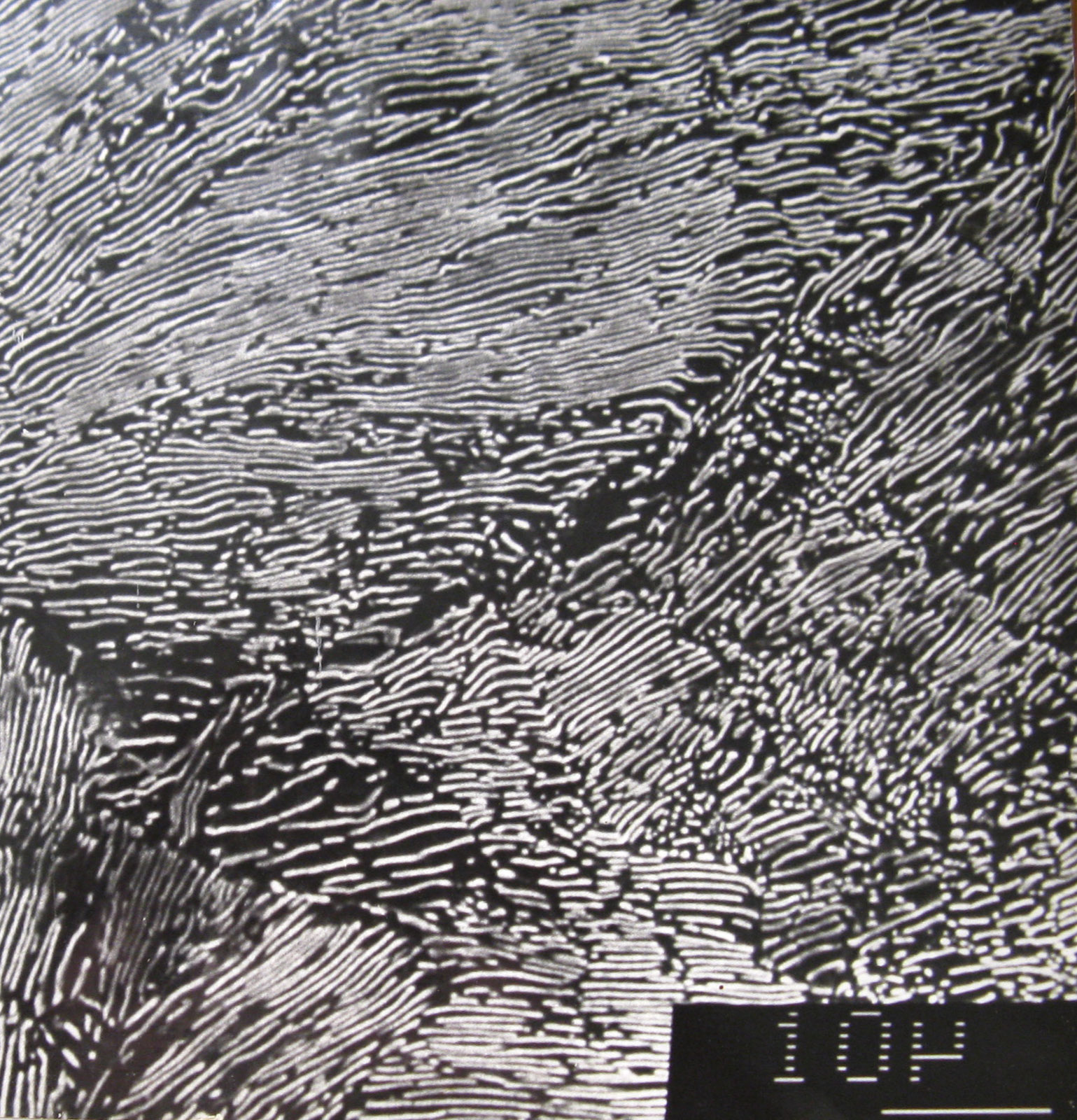
Dunne lamellae in een lamellaire microstructuur van perliet: ferriet en cementiet liggen om en om als lamellae naast elkaar binnen de voormalige austeniet-korrels
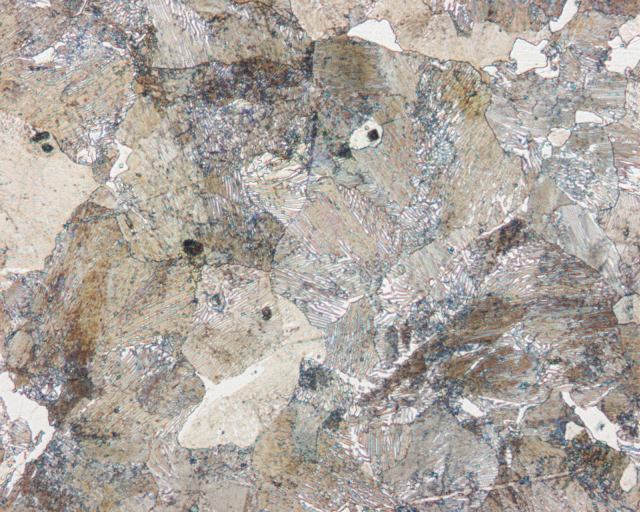
Perliet-microstructuur op grotere schaal laat de verschillende soorten korrels zien
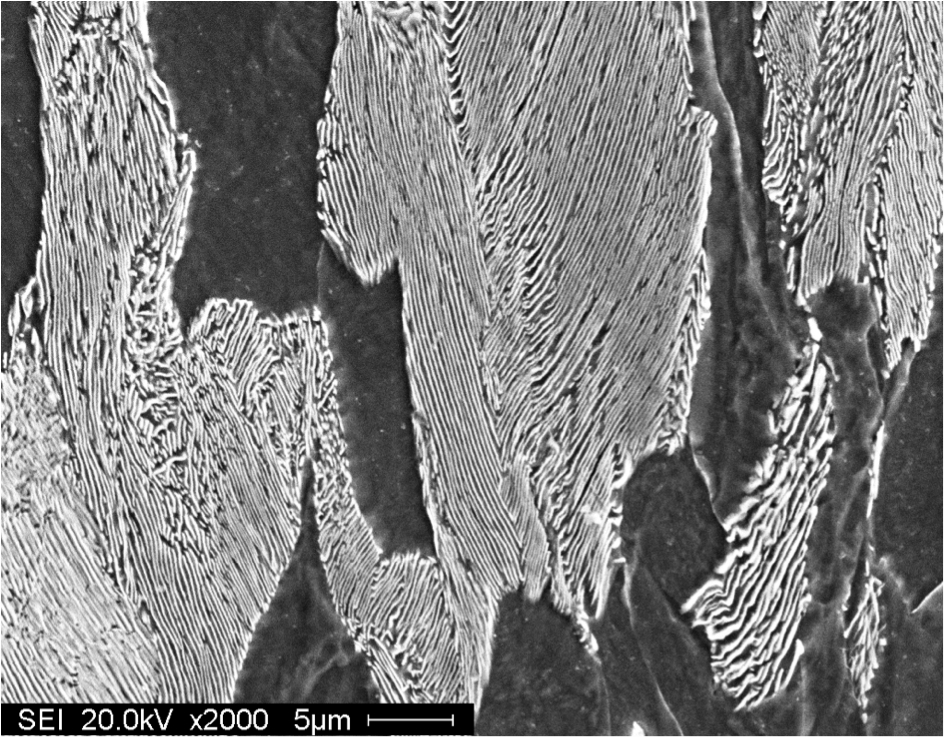
Lamellaire microstructuur met perliet-korrels (lamellair, zwart-wit) met ferriet-korrels (zwart) als de korrelgrenzen van perliet
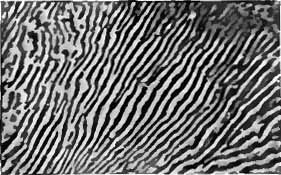
Dunne lamellae in een lamellaire microstructuur van perliet: zwart is ferriet en wit is cementiet
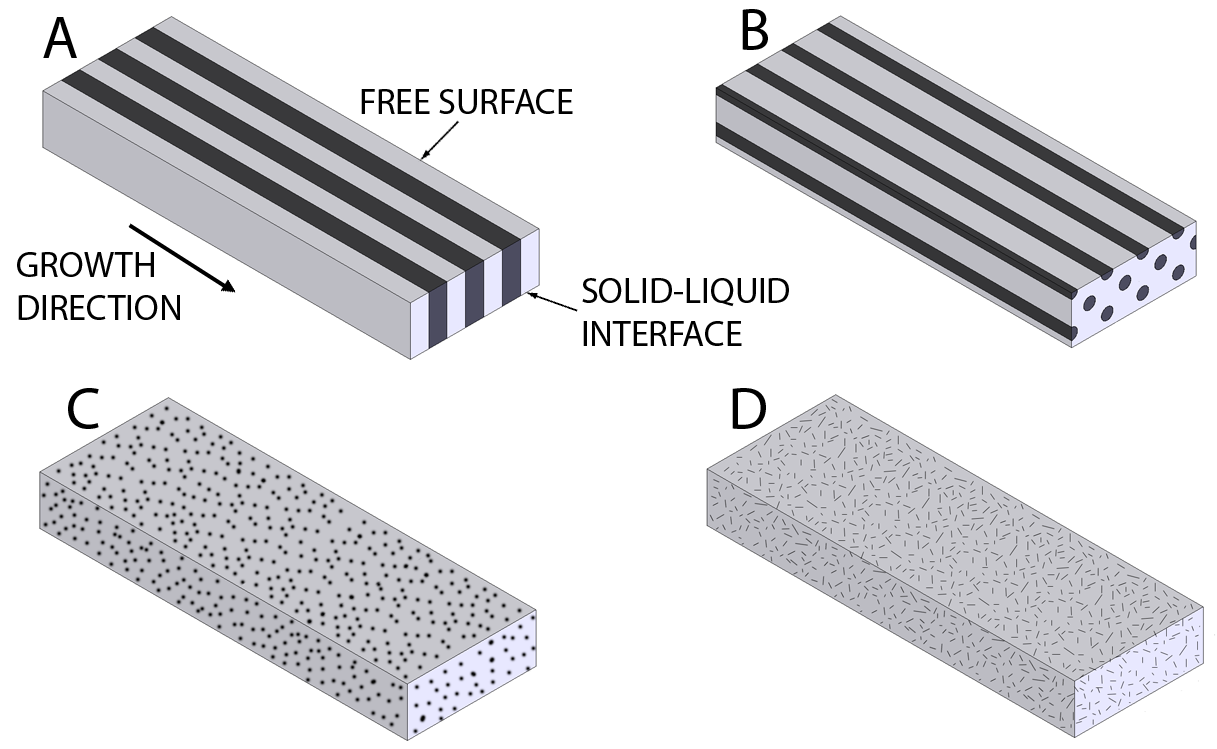
Vier mogelijke eutectische microstructuren die kunnen worden gevormd: A) lamellair (plaat-vormig) B) staaf-vorming C) nodulair (bol-vormig) D) aciculair (naald-vormig)